# INTS12
INTS12‏ (Integrator complex subunit 12) هوَ بروتين يُشَفر بواسطة جين INTS12 في الإنسان.